# Brazdasta grivača
Brazdasta grivača (znanstveno ime Clavulina rugosa) je gliva iz rodu grivuš (Clavulina).

## Značilnosti
Trosnjaki so koralaste oblike. Večinoma bolj enostavni ali malo razvejani. Visoki so od 4 do 7 cm.
Trosovnica je na zgornjih delih vej in je pogosto sploščena glede na valjaste sterilne spodnje dele vej. Običajno je enostavna z rahlo nakazanimi razvejitvami. Površina je nagubana in rahlo brazdasta. Barva se spreminja od belkaste, umazano bele do bledo kremne.
Meso je belo in brez posebnega vonja in okusa.

## Razširjenost in življenjski prostor
Brazdasta grivača je razširjena po Evropi in jo najdemo ob gozdnih poteh v iglastih in mešanih gozdovih. Z drevesi tvori ektomikorizno razmerje.

## Mikroskopske značilnosti
Trosni odtis je bele barve. Trosi so široko elipsasti, gladki s tankimi stenami in eno veliko oljno kapljico in do 1 μm velikim apikulom (izrastkom s katerim je tros pritrjen na nosilec). Merijo 9,1–12,4 x 7–10,6 μm.
Trosni nosilci (bazidiji) nosijo po dva trosa. Celice hif v vseh tkivih so medsebojno povezane z micelijskimi zaponkami.
- Trosi
- bazidij z rogatima sterigmama
- micelijske zaponke

## Podobne vrste
- koralasta grivuša (Clavulina coralloides) je bolj razvejana in ima tanjše konice vejic
- krhka kijevka (Clavaria fragilis) raste šopasto, ima trosnjake črvičaste oblike
- vitka lesenjača (Xylaria hypoxylon) je žilava, olesenela in ima zelo temen spodnji del trosnjaka

## Uporabnost
Neužitna.